# بخش انداهوایلاس
بخش انداهوایلاس (به اسپانیایی: Andahuaylas District) یک سکونتگاه مسکونی در پرو است که در منطقه اپوریماک واقع شده‌است.

## خصوصیات
بخش انداهوایلاس ۳۷۰٫۰۳ کیلومترمربع مساحت و ۳۴٬۰۸۷ نفر جمعیت دارد و ۲٬۹۲۶ متر بالاتر از سطح دریا واقع شده‌است.